# 芭比和神秘之門
《芭比和神秘之門》（英語：Barbie and the Secret Door）是环球影业於2014年9月16日以Blu-ray + DVD的形式發售的錄影帶首映動畫作品。由加拿大的Rainmaker Entertainment擔任動畫製作，為芭比動畫系列的第28部電影。該片是以童話音樂劇的形式來展開故事內容的奇幻冒險電影。
香港於2014年9月12日由洲立影視有限公司率先代理發行DVD和VCD。台灣於2014年10月8日由傳訊時代多媒體股份有限公司代理发行DVD。中国大陆由新汇集团上海声像出版社有限公司出版发行。

## 劇情
由芭比所飾演的艾麗莎是一個腼腆、害羞又不自信的公主，她喜歡整天沉浸在自己的閱讀世界里，而不喜歡皇室的社交、演講和舞會。所有的人都認為艾麗莎是公主，她無所不能，應該盡情地展現自己的才華。艾麗莎的祖母告訴她不管她是不是公主，她都不能逃避一輩子，不嘗試一下，自己都不知道自己到底有多出色呢。祖母送給了艾麗莎一本書，書中講述在冰海王國里有一個會魔法的公主，她能讓花朵綻放，或者是能改變衣服的顏色，有一次在花園裡她發現了一扇她從來沒有注意到的門，那扇門讓她通往到一個神秘的奇幻世界……讀着讀着，艾麗莎想象自己能有魔法該多好。
艾麗莎不知不覺來到花園的柳條從中，書本封面的大門標誌頓時顯靈，在墻壁上顯現出一道神秘之門。當她正打開門準備進去的時候，突然聽到執事布赫斯特在叫喚她，讓她去上舞蹈課。艾麗莎毫不猶豫地走進了神秘之門，發現神秘之門裡是一個充滿了閃亮魔法的奇幻世界，那裡住着仙子、精靈、美人魚和獨角獸。艾麗莎在這個世界里遇到了仙子諾莉和美人魚蘿美，她們成為了好朋友。但是諾莉卻失去了翅膀，蘿美失去了尾巴，她們的魔法被人給奪走了。原因是治理這個世界的國王和皇后一直都仁慈地對待這裡的住民，然而最近他們卻突然失蹤了，於是被寵壞的公主瑪露莎企圖接管整個王國。瑪露莎是一個沒有魔法的公主，她用魔法棒貪心地吸走了所有仙子和美人魚的魔法，讓仙子不能在天空中飛翔，美人魚不能在水中游泳。諾莉和蘿美想依靠艾麗莎的力量來打敗瑪露莎，她們深信艾麗莎就是她們的救星，因為她是公主。另外，不知足的瑪露莎打算抓到獨角獸女王，企圖把獨角獸女王的魔法也佔為己有。艾麗莎試圖去保護獨角獸女王，并在瑪露莎面前暴露了自己是在這個世界上擁有魔法的公主，最後被瑪露莎給打敗了。瑪露莎得逞後，抓走了獨角獸女王，并得到了這個世界上的所有魔法。
艾麗莎失去了信心，打算穿過神秘之門逃回自己的世界，但又因為她是唯一還擁有魔法的人，想起諾莉和蘿美都相信她能夠辦到，於是她在神秘之門前放棄了逃避，下定決心拯救這個世界。艾麗莎找到諾莉和蘿美，三人結伴來到了瑪露莎的城堡。瑪露莎在與艾麗莎的鬥法中吸取了她的魔法，使得魔法棒上的能量球產生了裂縫，艾麗莎發現后故意讓貪心的瑪露莎吸走自己的所有魔法，最終能量球發生爆裂，將瑪露莎打回了原形，而被瑪露莎奪取的所有魔法都集中在艾麗莎身上，給她來了一個大變身。艾麗莎將魔法重新還給了這個世界，仙子、美人魚和獨角獸女王再次獲得了自己的魔法。國王和皇后提着大包小包回来了，问瑪露莎有没有在家听哥德林的话，是不是又想要企图接管整个王国。国王又说给瑪露莎带来了礼物，瑪露莎在驚喜萬分之時，哥德林遞给了她一个拖把，讓瑪露莎氣到大聲尖叫。艾麗莎依依不舍地告别了諾莉和蘿美，穿过神秘之門返回到自己的世界。通過這次經歷，艾麗莎找回了自己的勇氣，讓她領悟到友情的力量遠比魔法要珍貴。

## 配音員
| 角色                          | 英語原聲                                      | 國語配音                    | 國語配音 | 國語配音 |
| 角色                          | 英語原聲                                      | 中国大陆                    | 台湾     |          |
| ----------------------------- | --------------------------------------------- | --------------------------- | -------- | -------- |
| 艾麗莎（Alexa）               | 凱莉·謝里丹（對白） 布列塔尼·麦克唐纳（唱歌） | 锺薇（對白） 麦智钧（唱歌） | 傅其慧   |          |
| 諾莉（Nori）                  | 艾希莉·波爾                                   | 冰心（對白） 沈凤（唱歌）   | 杜素真   |          |
| 蘿美（Romy）                  | 香奈儿·佩洛索                                 | 小潔（對白） 陈敏婷（唱歌） | 陳鈴燕   |          |
| 瑪露莎（Malucia）             | 塔碧莎·卓曼                                   | 冰心（對白） 黄安婷（唱歌） | 陳貞伃   |          |
| 祖母（Grandmother）           | 埃尔·金                                       | 李俊英                      | 陳季霞   |          |
| 布赫斯特（Brookhurst）        | 克里斯托弗·賈茲                               | 大餅                        | 陳宗岳   |          |
| 哥德林（Grodlin）             | 乔纳森·福尔摩斯                               | 張立昆                      | 康殿宏   |          |
| 珍娜（Jenna）                 | 布瑞特·歐文                                   | 周秀娜                      | 錢欣郁   |          |
| 泰倫斯國王（King of Zinnia）  | 迈克尔·丹杰菲尔德                             | 張立昆                      | 康殿宏   |          |
| 父親（Father）                | 麦肯锡·格雷                                   | 戲骨                        | 康殿宏   |          |
| 諾拉（Nola）                  | 安卓亞·李柏曼                                 | 小云                        | 黃珽筠   |          |
| 母親（Mother）                | 安娜·蓋文                                     | 周秀娜                      | 鄭仁麗   |          |
| 奇倫王子（Prince Kieran）     | 安德鲁·弗朗西斯                               | 大牛                        | 潘冠宏   |          |
| 普蘭羅斯（Mr. Primrose）      | 傑伊·布蘭澤                                   | 韬镝                        | 孫誠     |          |
| 艾卓安皇后（Queen of Zinnia） | 泰瑞·罗特尔                                   | 周秀娜                      | 鄭仁麗   |          |
| 莎蔓珊（Samantha）            | 愛麗兒·圖莉歐                                 | 小云                        | 黃珽筠   |          |
| 尼夫（Sniff）                 | 彼得·科拉米斯                                 | 大餅                        | 馬伯強   |          |
| 慧夫（Whiff）                 | 理查德·伊恩·考克斯                            | 大牛                        | 鄧名佑   |          |
| 年幼的精靈（Youngling Fairy） | 艾莉·利伯特                                   | 小云                        | -        |          |
| 毛怪                          | -                                             | -                           | 傅品晟   |          |
| 毛怪大廚                      | -                                             | -                           | 丘台名   |          |

## 歌曲
What's Gonna Happen
创作：Amy Powers, Gabriel Mann, Rob Hudnut
演唱：Brittany McDonald
If I Had Magic
创作：Amy Powers, Gabriel Mann, Rob Hudnut
演唱：Brittany McDonald
You're Here
创作：Amy Powers, Gabriel Mann, Rob Hudnut
演唱：Ashleigh Ball, Chanelle Peloso
I Want It All
创作：Amy Powers, Gabriel Mann, Rob Hudnut
演唱：Tabitha St. Germain
I've Got Magic
创作：Amy Powers, Gabriel Mann, Rob Hudnut
演唱：Brittany McDonald
We've Got Magic
创作：Amy Powers, Gabriel Mann, Rob Hudnut
演唱：Ashleigh Ball, Chanelle Peloso
What's Gonna Happen：Reprise
创作：Amy Powers, Gabriel Mann, Rob Hudnut
演唱：Brittany McDonald

## 配音譯製人員
中国大陆國語版工作人員
- 翻译/对白领班：蔡济生
- 歌词翻译/音乐领班：陶赞新

台灣國語版工作人員
- 翻譯/歌詞翻譯：劉惠嵐
- 對白領班：夏治世
- 製作統籌：王紀盛

## 外部連結
- 在Netflix上觀看《芭比和神秘之門》
- 互联网电影数据库（IMDb）上《芭比和神秘之門》的资料（英文）
- 豆瓣电影上《芭比和神秘之門》的資料 （简体中文）
- AllMovie上《芭比和神秘之門》的资料（英文）
- 爛番茄上《芭比和神秘之門》的資料（英文）